# Zoltán Nemere
Zoltán Nemere (ur. 20 kwietnia 1942 w Bokod, zm. 6 maja 2001 w Felgyő) – węgierski szpadzista, dwukrotny medalista olimpijski i wielokrotny medalista mistrzostw świata.
Na igrzyskach olimpijskich w Tokio w 1964 roku Węgrzy w składzie: Győző Kulcsár, Zoltán Nemere, Tamás Gábor, István Kausz i Árpád Bárány zwyciężyli w zawodach drużynowych. Indywidualnie zajął dziewiąte miejsce. Na rozgrywanych cztery lata później igrzyskach olimpijskich w Meksyku wspólnie z Győző Kulcsárem, Pálem Nagym, Csabą Fenyvesim i Pálem Schmittem zdobył kolejny złoty medal. Indywidualnie zajął tym razem trzynaste miejsce.
Podczas mistrzostw świata w Gdańsku w 1963 roku wspólnie z Báránym, Gáborem, Kauszem i Kulcsárem zdobył brązowy medal w zawodach drużynowych. W tej samej konkurencji Węgrzy z Nemere w składzie zdobywali następnie złote medale na mistrzostwach świata w Ankarze (1970) i mistrzostwach świata w Wiedniu (1971), srebrny podczas mistrzostw świata w Hawanie (1969) oraz brązowy na mistrzostwach świata w Montrealu (1967). Ponadto wywalczył indywidualnie złoty medal na mistrzostwach świata w Paryżu w 1965 roku, wyprzedzając Brytyjczyka Billa Hoskynsa i Gurama Kostawę z ZSRR.
W latach 1964, 1966, 1971 zdobywał tytuły indywidualnego mistrza Węgier.
Zginął w maju 2001 roku w wypadku samochodowym.

## Starty olimpijskie
Tokio 1964
- szpada drużynowo -  złoto

Meksyk 1968
- szpada drużynowo -  złoto